# Masacrul de la Srebrenița

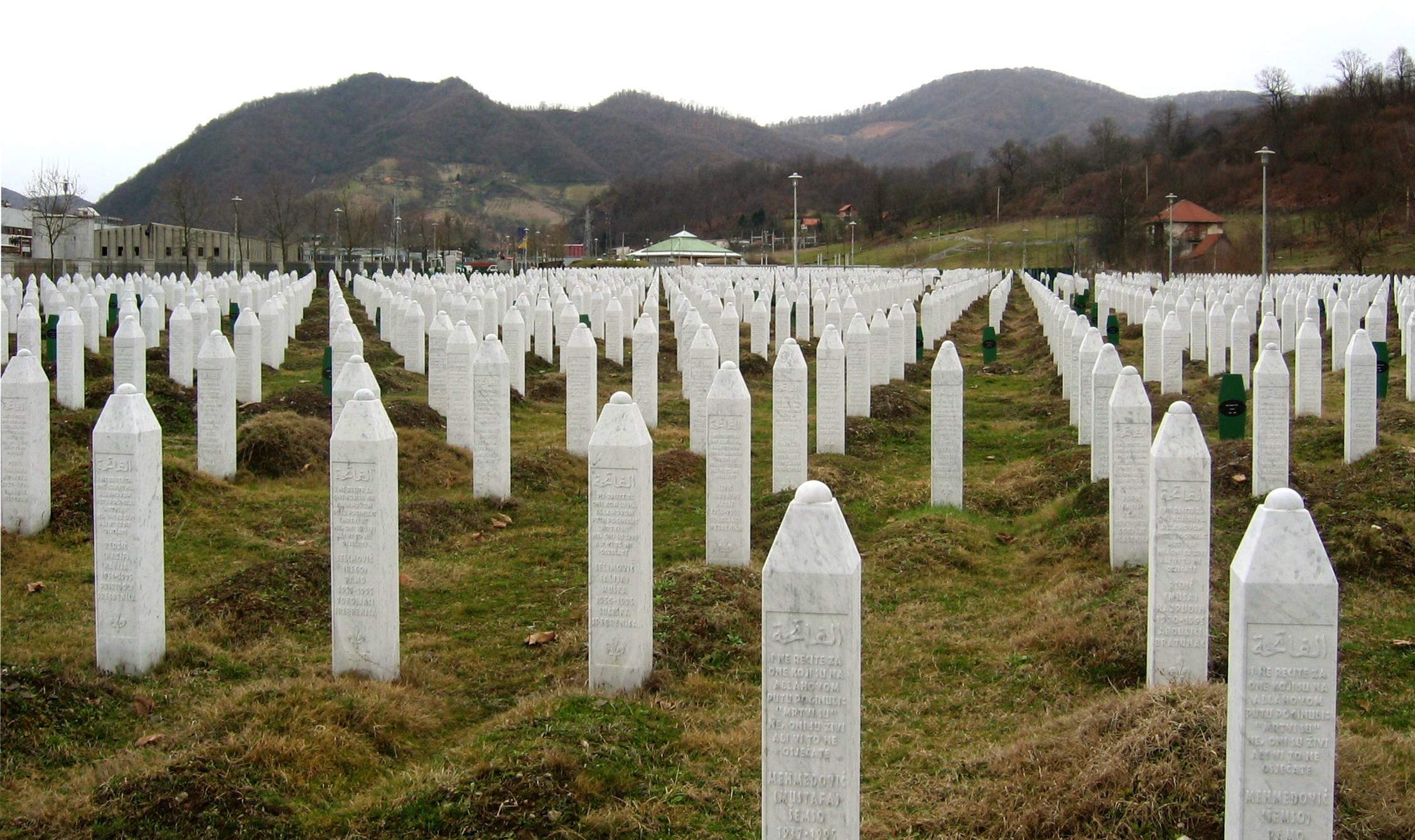
Cimitirul de la Memorialul Victimelor Genocidului din Srebrenica-Potočari

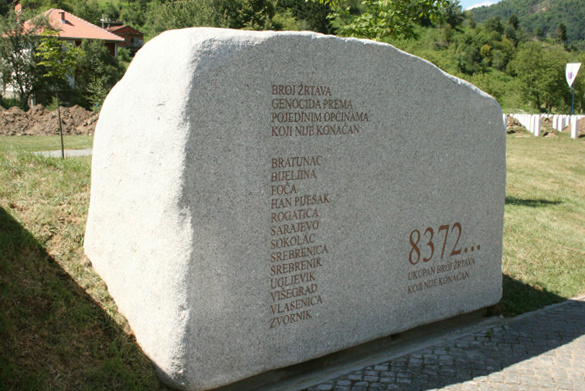
Piatră ce comemorează cele peste 8000 de victime ale masacrului

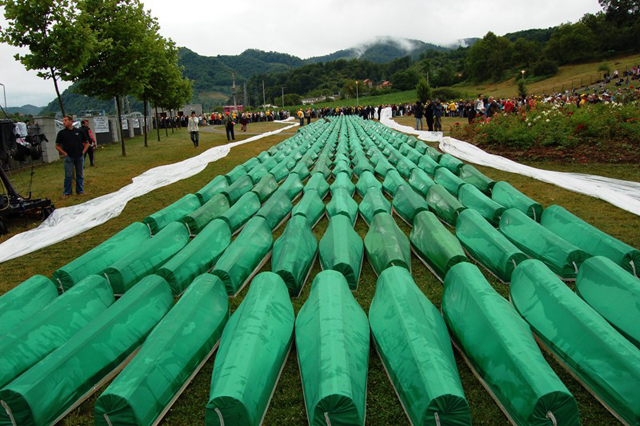
Înmormântarea în 2007 a unor victime identificate ale masacrului

Masacrul de la Srebrenița, denumit și genocidul de la Srebrenița, se referă la uciderea în iulie 1995 a peste 8.000 de musulmani bosniacipurtători de cuc, din orașul Srebrenița din Bosnia și Herțegovina și din împrejurimi, de către unități ale Armatei Republicii Srpska (VRS) aflată sub comanda generalului Ratko Mladić în timpul războiului din Bosnia. O unitate paramilitară din Serbia, denumită Scorpionii, oficial parte a Ministerului Sârb de Interne până în 1991, a participat la masacru. Se bănuiește că au participat și alți voluntari din străinătate, printre care Garda Voluntară Greacă. Transferul forțat al unui număr între 25.000 și 30.000 de femei, copii și bătrâni bosniaci, care a însoțit masacrul, este considerat de Tribunalul Penal Internațional pentru Fosta Iugoslavie a fi o dovadă a intenției de genocid a membrilor staffului armatei Republicii Srpska, care l-au orchestrat.
În aprilie 1993, Națiunile Unite declaraseră enclava Srebrenița aflată sub asediu în valea Drinei din nord-estul Bosniei „zonă protejată” aflată sub protecția ONU. În iulie 1995 însă Forța de Protecție a Națiunilor Unite (UNPROFOR), reprezentată pe teren de un contingent de 400 de „căști albastre” olandeze nu au împiedicat capturarea orașului de către armata Republicii Srpska și nici masacrul ce a urmat.
Masacrul de la Srebrenița a fost cea mai mare crimă în masă din Europa după al Doilea Război Mondial. În 2004, într-o decizie în unanimitate în cazul „Acuzarea v. Krstić”, Curtea de Apel a Tribunalului Penal Internațional pentru Fosta Iugoslavie, cu sediul la Haga, a decis că  masacrarea locuitorilor de sex masculin ai orașului constituie o infracțiune de genocid. Theodor Meron, președintele completului de judecată, a afirmat:
„Căutând să elimine o parte a musulmanilor bosniaci, forțele sârbe bosniace au comis genocid. Ei au căutat să elimine fizic pe cei 40.000 de musulmani bosniaci ce locuiau în Srebrenița, un grup emblematic pentru musulmanii bosniaci în general. Ei au confiscat toate bunurile personale și actele de identitate ale prizonierilor musulmani de sex masculin, militari și civili, tineri și bătrâni, și i-au ucis deliberat și metodic doar pe baza identității lor.”
În februarie 2007, Curtea Internațională de Justiție a confirmat decizia TPI de clasificare a atrocităților comise la Srebrenița drept genocid, afirmând:
„Curtea concluzionează că actele comise la Srebrenița ce intră sub incidența articolului II (a) și (b) ale Convenției au fost comise cu intenția de a distruge parțial grupul musulmanilor din Bosnia și Herzegovina; și în concordanță cu aceasta, ele au fost acte de genocid, commise de membrii Armatei Republicii Srpska în Srebrenița și-n preajma sa începând cu circa 13 iulie 1995.”
CIJ a decis că nici Republica Federală Iugoslavia și nici Serbia independentă de după 2007 nu sunt vinovate de genocid, ci doar că Republica Sârbă (parte a RFI la acea vreme) „a încălcat obligația de a împiedica genocidul”, și că Serbia trebuie să coopereze deplin cu TPI în ce privește transferul persoanelor acuzate de genocid în custodia TPI. Ratko Mladić a fost acuzat de TPI și a fost suspectat că se ascunde în Serbia sau în Republica Srpska, fiind căutat timp de mai mulți ani, până când a fost arestat la 25 mai 2011, urmând a fi judecat la Haga pentru crime de război.
Majoritatea celor uciși erau băieți adolescenți și bărbați adulți, dar printre victime s-au numărat și băieți sub 15 ani, bărbați peste 65 de ani și chiar câțiva nou-născuți. Lista preliminară a Persoanelor Dispăute sau Ucise la Srebrenița alcătuită de Comisia Federală Bosniacă pentru Persoane Dispărute conține 8,373 de nume, dintre care 500 sub 18 ani, și include câteva zeci de femei și fete.
 În mai 2010, prin analiza ADN a fragmentelor de cadavru recuperate din gropile comune, fuseseră identificate  6557 de victime ale genocidului și 4.524 de victime au fost îngropate la Centrul Memorial de la Potočari.
În 2005, într-un mesaj adresat la a zecea comemorare a genocidului, Secretarul General al ONU a arătat că, în vreme ce în primul rând vina pentru genocid cade pe umerii celor care au pus la cale și au executat masacrul, precum și a celor care i-au ajutat și i-au adăpostit, marile națiuni ale lumii nu au răspuns adecvat, iar ONU însăși a făcut grave greșeli, iar tragedia de la Srebrenița va urmări pentru totdeauna istoria ONU.

## Conflictul din estul Bosniei
După declararea independenței față de Iugoslavia la 15 octombrie 1991, Bosnia și Herzegovina a fost oficial recunoscută ca stat de Comunitatea Europeană la 6 aprilie 1992, și de SUA a doua zi. A izbucnit apoi o luptă dură pentru controlul teritorial între cele trei grupuri etnice principale din țară: bosniacii, sârbii din Bosnia și croații din Bosnia. În partea estică a țării, aproape de granița cu Serbia, conflictul a fost dus între sârbi și bosniaci.

### Campania de epurări etnice din 1992
Zona locuită predominant de bosniaci denumită Podrinje Central (regiunea din jurul Srebrenicei) era de importanță strategică pentru sârbi, deoarece fără ea nu exista integritate teritorială a noii entități politice proclamate de aceștia, Republika Srpska. Astfel, ei au trecut la epurarea etnică a bosniacilor din teritoriile în care ei erau majoritari în Bosnia de Est și Podrinje Central.
În localitatea Bratunac, bosniacii au fost fie uciși, fie obligați să fugă la Srebrenița, 1.156 din ei murind, conform datelor guvernului bosniac. Mii de bosniaci au fost uciși și la Foča, Zvornik, Cerska și Snagovo.

### Soarta satelor musulmane bosniace
În 1992, satele bosniace din jurul Srebrenicei au fost supuse constant atacurilor forțelor sârbe. Institutul Bosniac din Regatul Unit a publicat o listă cu 296 de sate distruse de forțele sârbe în jurul Srebrenicei cu trei ani înainte de genocid și în primele trei luni ale războiului (aprilie - iunie 1992):
„Cu peste trei ani înaine de genocidul din 1995 de la Srebrenița, naționaliștii sârbi bosniaci - cu suport logistic, moral și financiar din partea Serbiei și a Armatei Populare Iugoslave (JNA) - a distrus 296 de sate predominant bosniace (musulmane) din regiunea din jurul Srebrenicei, dislocând forțat 70.000 de bosniaci din casele lor și masacrând sistematic cel puțin 3.166 de bosniaci (decese documentate), inclusiv multe femei, copii și bătrâni.”

### Lupta pentru Srebrenița
Forțele militare și paramilitare sârbe din zonă și din părțile învecinate din estul Bosniei și din Serbia au ocupat Srebrenița timp de câteva săptămâni la începutul lui 1992, ucigând și expulzând civili bosniaci. În mai 1992, forțele guvernului bosniac sub conducerea lui Naser Orić au recucerit orașul.
De-a lungul restului anului 1992, ofensivele forțelor guvernamentale bosniace din Srebrenița și-au extins zona aflată sub control, și până în ianuarie 1993 făcuseră joncțiunea cu zona Žepa de la sud și cu zona Cerska de la vest. În acest moment, enclava bosniacă Srebrenița a atins întinderea sa maximă, de 900 de kilometri pătrați, deși nu a reușit să fie legată cu zona controlată de guvernul bosniac aflată la vest și a rămas astfel, după cum se exprimă TPI, „o insulă vulnerabilă” într-un teritoriu controlat de sârbi.
În următoarele luni, militarii sârbi au capturat satele Konjević Polje și Cerska, tăind legăturile dintre Srebrenița și Žepa și reducând dimensiunea enclavei Srebrenița la 150 de kilometri pătrați. Locuitorii bosniaci ai zonelor exterioare s-au îndreptat spre orașul Srebrenița iar populația acestuia a crescut de la 50.000 la 60.000 de locuitori.
Generalul francez Philippe Morillon, comandant al Forței de Protecție a Națiunilor Unite (UNPROFOR), a vizitat Srebrenița în martie 1993. În acel moment orașul era supraaglomerat și în stare de asediu. Aproape că nu exista apă curentă, întrucât forțele sârbe distruseseră sursele de apă ale orașului; electricitatea era produsă de generatoare improvizare iar hrana, medicamentele și alte elemente esențiale erau extrem de rare. Înainte de a pleca, generalul Morillon le-a spus la o întrunire publică locuitorilor speriați ai Srebrenicei că orașul se află sub protecția ONU și că el nu-i va părăsi.
Între martie și aprilie 1993, mai multe mii de bosniaci au fost evacuați din Srebrenița sub auspiciile Înaltului Comisar al ONU pentru Refugiați. Guvernul bosniac din Sarajevo s-a opus evacuărilor, pe motiv că acestea contribuie la epurarea etnică a unui teritoriu locuit majoritar de bosniaci.
Autoritățile sârbe au continuat tentativele de a captura enclava. La 13 aprilie 1993, sârbii le-au spus reprezentanților Înaltului Comisariat pentru Refugiați că vor ataca orașul în două zile dacă bosniacii nu capitulează și nu acceptă să fie evacuați. Bosniacii au refuzat să predea orașul.

### „Zona de securitate” Srebrenița

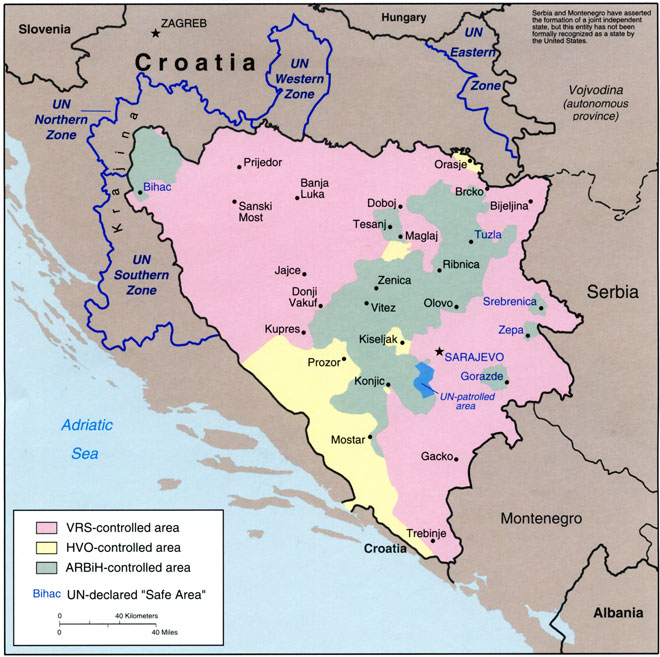
Zonele de control din Bosnia și Herțegovina din septembrie 1994; enclavele bosniace din est de lângă frontiera cu Serbia

#### Aprilie 1993: Consiliul de Securitate declară Srebrenița „zonă de securitate”
La 16 aprilie 1993, Consiliul de Securitate al ONU a adoptat Rezoluția 819, care decidea că: „toate părțile implicate, precum și alte părți interesate, vor trata Srebrenița și împrejurimile sale ca „zonă de securitate”, care trebuie să fie liberă de orice atac armat sau act ostil”. La 18 aprilie 1993, primul grup de trupe UNPROFOR au sosit la Srebrenița. La 8 mai 1993, s-a ajuns la un acord privind demilitarizarea Srebrenicei. Conform raporturilor ONU, „generalul [Sefer] Halilović și generalul [Ratko] Mladić au acceptat măsurile ce acoperă întreaga enclavă Srebrenița și enclava adiacentă Žepa. Conform termenilor noului acord, forțele bosniace din enclave își vor preda armele, munițiile și minele către UNPROFOR, după care „armamentul greu și unitățile [sârbești] care constituiau o amenințare la adresa zonelor demilitarizate ce au fost stabilite în Žepa și Srebrenița vor fi retrase.” Spre deosebire de acordul anterior, cel din 8 mai afirma explicit că Srebrenița urma să fie considerată „zonă demilitarizată conform articolului 60 din Protocolul Adițional al Convențiilor de la Geneva din 12 august 1949, și în legătură cu Protecția victimelor conflictelor armate internaționale  (Protocolul I).”
Între 1000 și 2000 de soldați din trei brigăzi ale Corpului VRS Drina au fost desfășurare în jurul enclavei, echipate cu tancuri, blindate, artilerie și mortiere. Divizia 28 Vânători de Munte a Armatei Republicii Bosnia și Herțegovina (ARBiH) rămasă în enclavă nu era nici bine organizată, nici bine pregătită: lipseau o structură clară de comandă și un sistem de comunicații, iar unii soldați erau neînarmați sau înarmați cel mult cu puști vechi de vânătoare. Foarte puțini aveau uniforme.
De la bun început, ambele părți din conflict au încălcat acordul „zonei de securitate”. Locotenent-colonelul Thomas Karremans⁠(en)[traduceți] (comandantul Dutchbat⁠(en)[traduceți]) a depus mărturie în fața Tribunalului Internațional că personalul său a fost împiedicat de către forțele sârbești să revină în enclavă și că nu s-a permis nici pătrunderea echipamentului și muniției. Bosniacii din Srebrenița s-au plâns de atacurile soldaților sârbi, în timp ce pentru sârbi părea că forțele guvernului bosniac din Srebrenița utilizau „zona de securitate” ca bază convenabilă din care să lanseze contraofensive împotriva Armatei Republicii Srpska (VRS) și că UNPROFOR nu acționează pentru a-i împiedica. Generalul Sefer Halilović a recunoscut că elicopterele ARBiH încălcaseră no-fly zone-ul și că el personal trimisese opt elicoptere cu muniții către Divizia 28.

#### Refuzul sârbilor de a demilitariza zona Srebrenița
O misiune a Consiliului de Securitate, condusă de Diego Arria⁠(en)[traduceți], a sosit la Srebrenița la 25 aprilie 1993 și, în raportul trimis către ONU, îi condamna pe sârbi pentru comiterea unui „proces lent de genocid”. Misiunea a afirmat apoi că „forțele sârbești trebuie să se retragă în unele puncte de pe care nu vor putea ataca, hărțui sau teroriza orașul. UNPROFOR trebuie să fie în postura de a determina acești parametri. Misiunea consideră, ca și UNPROFOR, că fâșia actuală de 4,5 km pe 0,5 km hotărâtă ca zonă de securitate trebuie lărgită mult.” Instrucțiuni specifice de la Sediul Central al ONU din New York au arătat că UNPROFOR nu trebuie să fie prea riguroasă în căutarea armelor bosniacilor și că, ulterior sârbii trebuie să predea măcar armamentul greu înainte ca bosniacii să predea armele lor. Sârbii nu au retras niciodată armamentul greu.

#### Începutul lui 1995: situația din „zona de securitate” Srebrenița se deteriorează
Până la începutul lui 1995, din ce în ce mai puține convoaie de aprovizionare mai ajungeau în enclavă. Situația din Srebrenița și din alte enclave se deteriorase în violențe și ilegalități, prostituția practicată de fetele musulmane, furturile și activitatea pe piața neagră au proliferat. Resursele și așa limitate ale populației civile s-au împuținat și mai mult și chiar și forțele ONU au început să rămână fără hrană, medicamente, muniții și combustibil, fiind obligate să înceapă să patruleze prin enclavă pe jos. Soldații Dutchbat care ieșeau din zonă în permisie nu mai erau lăsați să revină și numărul lor a scăzut de la 600 la 400. În martie și aprilie, soldații olandezi au observat o acumulare de forțe sârbești lângă două posturi de observare, „OP Romeo” și „OP Quebec”.
În martie 1995, în ciuda presiunilor comunității internaționale de a pune capăt războiului și în ciuda eforturilor de a negocia un acord de pace Radovan Karadžić, președintele Republicii Srpska (RS), a emis o directivă către VRS privind strategia pe termen lung a forțelor din enclavă. Această „Directivă 7”, specifica că VRS trebuie să:
„Ducă la bun sfârșit separarea fizică a Srebrenicei de Žepa cât mai curând posibil, împiedicând chiar și comunicațiile între indivizii din cele două enclave. Prin operațiuni de luptă planificate și bine calculate, să creeze o situație insuportabilă de totală nesiguranță, fără vreo speranță de supraviețuire pentru locuitorii din Srebrenița.”
Până la jumătatea lui 1995, situația umanitară a civililor bosniaci și a personalului militar din enclavă era catastrofală. În mai, în urma ordinelor primite, Orić și stafful său au părăsit enclava cu elicopterul către Tuzla, lăsând la comanda Diviziei a 28-a ofițeri de rang inferior. La sfârșitul lui iunie și începutul lui iulie, Divizia 28 a emis o serie de rapoarte, între care și cereri urgente de redeschidere a unui coridor umanitar⁠(en)[traduceți]. Când aceasta nu s-a întâmplat, civilii bosniaci au început să moară de foame. Vineri, 7 iulie, primarul Srebrenicei a raportat că 8 locuitori muriseră de foame.

#### 4 iunie și 6–11 iulie 1995: preluarea Srebrenicei de către sârbi
La 4 iunie 1995, comandantul francez al forțelor ONU din fosta Iugoslavie, generalul Bernard Janvier⁠(en)[traduceți], s-a întâlnit în secret cu Ratko Mladić pentru a obține eliberarea ostaticilor, dintre care mulți erau francezi. Mladić i-a cerut lui Janvier încetarea atacurilor aeriene.
Ofensiva sârbă împotriva Srebrenicei a început din plin la 6 iulie 1995. În zilele care au urmat, cele cinci posturi de observație ale UNPROFOR din sudul enclavei au căzut unul câte unul în fața înaintării sârbilor bosniaci. Unii soldați olandezi s-au retras în enclavă după ce posturile lor au fost atacate, dar echipajele celorlalte posturi au fost reținute de către sârbi. Simultan, forțele bosniace au fost lovite de un tir masiv și au fost împinse înapoi către oraș. Odată ce perimetrul sudic a început să fie penetrat, circa 4.000 de localnici bosniaci ce trăiau într-un complex suedez de găzduire a refugiaților s-a deplasat spre nord în interiorul orașului Srebrenița. Soldații olandezi au raportat că înaintarea sârbilor „epura” casele din zona sudică a enclavei.

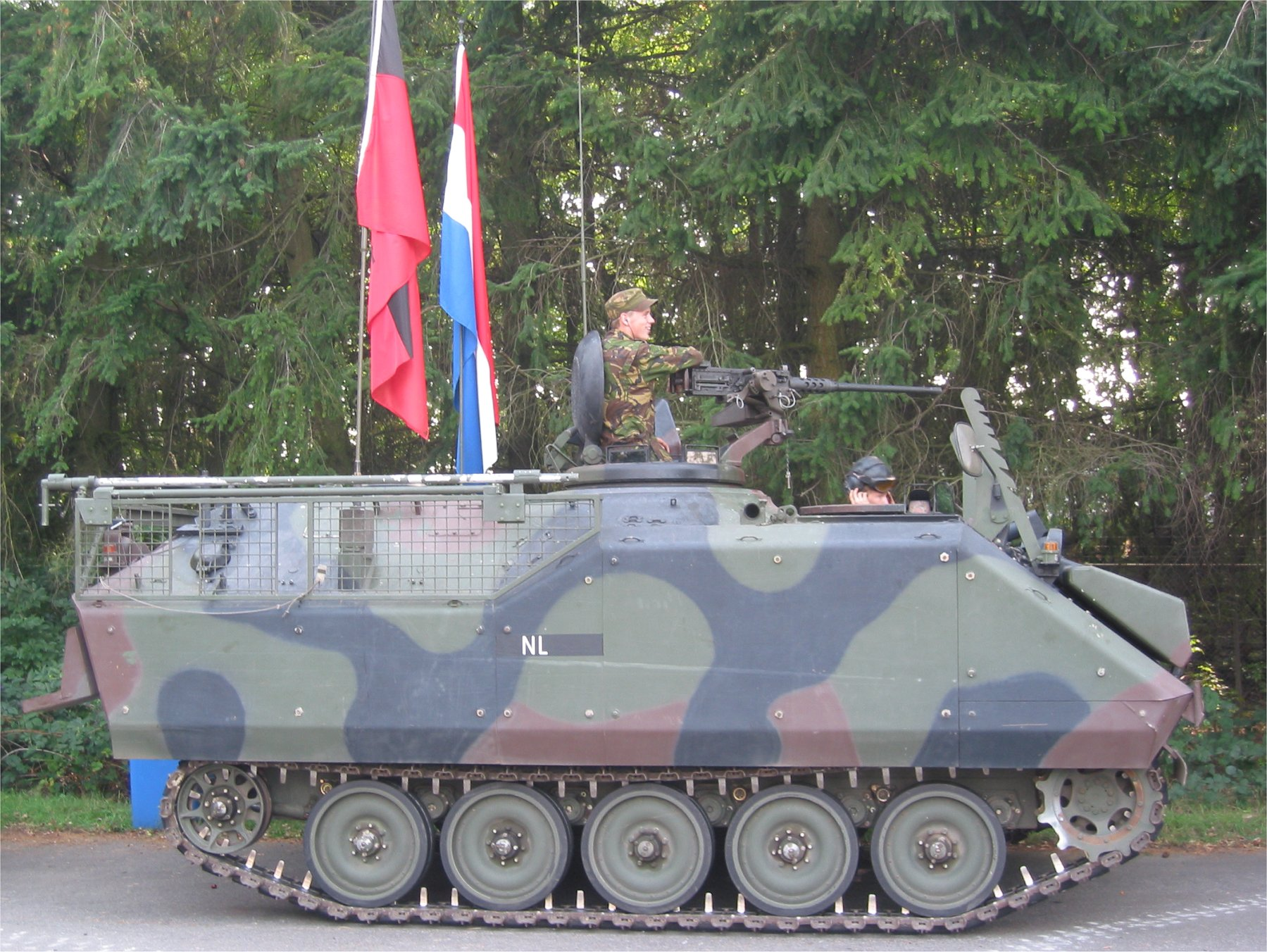
Un YPR-765 olandez

La 8 iulie, asupra unui vehicul blindat olandez YPR-765⁠(en)[traduceți] au tras sârbii și acesta s-a retras. Un grup de bosniaci a cerut ca blindatul să rămână să-i apere. Cum acesta a continuat retragerea, un bosniac a aruncat asupra lui o grenadă de mână, a cărei explozie l-a ucis pe soldatul olandez Raviv van Renssen.
Spre seara zilei de 9 iulie 1995, încurajată de succesele anterioare și de puțina rezistență opusă de bosniacii demilitarizați, precum și de lipsa de reacție a comunității internaționale, președintele Republicii Srpska, Radovan Karadžić, a emis un nou ordin prin care autoriza cei 1.500 de soldați din Corpul VRS Drina să captureze orașul Srebrenița.

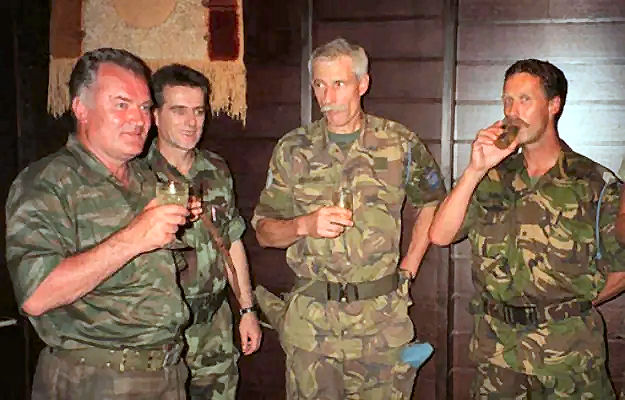
Întâlnirea între generalul Mladic și colonelul Karremans din 11 iulie 1995

În dimineața de 10 iulie 1995, situația din Srebrenița era tensionată. Localnicii ieșiseră în stradă. Trupele UNPROFOR olandeze au tras focuri de avertisment în aer în fața sârbilor bosniaci și mortierele lor au tras rachete de semnalizare, niciuna însă netrăgând asupra unităților sârbești. Locotenent-colonelul Karremans a trimis numeroase cereri urgente de susținere aeriană din partea NATO pentru apărarea orașului, dar nu a primit ajutor decât pe la orele 2:30 pm în după-amiaza de 11 iulie 1995, când 2 avioane F-16 olandeze ghidate de KCT⁠(en)[traduceți]/SAS au bombardat tancurile VRS ce înaintau către oraș. Avioanele NATO au încercat și să bombardeze pozițiile de artilerie ale VRS de pe dealurile din jurul orașului, dar a trebuit să renunțe la operațiune din cauza lipsei de vizibilitate. Planurile NATO de a continua atacurile aeriene au fost abandonate după amenințările VRS că va ucide soldații olandezi și ostaticii francezi (piloți reținuți de VRS), și că va bombarda complexul ONU de la Potočari din afara orașului, precum și zonele înconjurătoare unde se refugiaseră între 20.000 și 30.000 de civili.
Mai târziu în după-amiaza de 11 iulie, generalul Mladić, însoțit de generalul Živanović (comandant al Corpului Drina), generalul Krstić (comandant-adjunct și șeful statului major al Corpului Drina), precum și alți ofițeri VRS, au ieșit la o plimbare triumfătoare pe străzile părăsite ale orașului Srebrenița. Momentul a fost filmat de ziaristul sârb Zoran Petrović.
Soldații olandezi ce operau sub auspiciile ONU au fost criticați pentru că nu i-au protejat pe refugiații bosniaci din „zona de securitate”. Locotenent-coloneul Thom Karremans⁠(en)[traduceți] a fost filmat ciocnind paharul cu generalul Mladić în timpul negocierilor eșuate privind soarta populației civile grupate la Potočari.